# Resolutie 80 Veiligheidsraad Verenigde Naties
Resolutie 80 van de Veiligheidsraad van de Verenigde Naties was de tweede resolutie van de Veiligheidsraad in 1950, het vijfde werkjaar van de Raad. De resolutie werd aangenomen met acht tegen geen stemmen en met onthouding van India en Joegoslavië. De Veiligheidsraad riep India en Pakistan te werken aan de demilitarisatie van Kasjmir en stelde een VN-vertegenwoordiger aan.

## Achtergrond
De Veiligheidsraad had in 1948 de VN-Commissie voor India en Pakistan opgericht, om de kwestie tussen India en Pakistan over de regio Kasjmir te onderzoeken.
De commissie had laten weten dat haar onderzoek was afgerond en stelde voor te worden vervangen door één vertegenwoordiger om als bemiddelaar op te treden. Op 12 april werd de Australiër Sir Owen Dixon aangesteld als VN-vertegenwoordiger voor India en Pakistan.

## Inhoud
De Veiligheidsraad had de rapporten van de VN-Commissie voor India en Pakistan ontvangen. De Veiligheidsraad had ook het rapport van generaal McNaughton ontvangen, over de uitkomst van zijn discussies met India en Pakistan volgend op de beslissing van de Veiligheidsraad van 17 december 1949.
India en Pakistan werden geprezen voor hun stappen in de richting van een overeenkomst over een staakt-het-vuren, demilitarisatie en een vrije volksraadpleging.
Deze landen werden ook geprezen voor het deels ten uitvoer brengen van de resoluties over: het stoppen van de vijandelijkheden tegen 1 januari 1949, het instellen van een staakt-het-vuren-linie op 27 juli 1949, en het akkoord dat vlootadmiraal Chester Nimitz Administrator van het volksraadpleging zou zijn. De Veiligheidsraad was van mening dat een nieuwe resolutie gebaseerd moest zijn op de huidige overeenkomsten. De staat Kasjmir moest onmiddellijk gedemilitariseerd worden. De toekomst van de staat moest afhangen van de wil van de inwoners ervan.
India en Pakistan werden opgeroepen binnen vijf maanden een programma voor demilitarisatie klaar te hebben.
De Veiligheidsraad besloot voorts een VN-vertegenwoordiger aan te wijzen met volgende doelstellingen:
a. Helpen met het voorbereiden en toezien op het demilitarisatieprogramma.
b. Zich ter beschikking stellen van India en Pakistan en aan deze landen of aan de Veiligheidsraad suggesties te doen die konden helpen het conflict op te lossen.
c. De taken van de VN-Commissie voor India en Pakistan overnemen.
d. Op het gepaste ogenblik tijdens de demilitarisatie de Administrator van de Volksraadpleging in gang helpen.
e. Aan de Veiligheidsraad rapporteren over zijn conclusies en aanbevelingen.
De twee overheden (India en Pakistan) werden gevraagd het staakt-het-vuren te blijven naleven en een goede sfeer voor onderhandelingen te creëren.
De leden van de VN-Commissie voor India en Pakistan en generaal McNaughton werden bedankt voor hun inspanningen. De Veiligheidsraad ging akkoord met het opheffen van de VN-Commissie voor India en Pakistan. Dit zou één maand nadat beide partijen aan de VN-vertegenwoordiger lieten weten akkoord te zijn gegaan met de overdracht van de bevoegdheden van de commissie naar de VN-vertegenwoordiger gebeuren.
Lijst ·  79 ·  80 ·  81 ·  82 ·  83 ·  84 ·  85 ·  86 ·  87 ·  88 ·  89